# Высокий сезон
«Высо́кий сезо́н» — российско-вьетнамский приключенческий драматический сериал о девушке, пропавшей на курорте, на поиски которой отправляется её молодой человек. В главных ролях: Павел Попов, Донг Ань Куинь, Анна Завтур, Артур Бесчастный, Фрол Фролов, Суань Фук, Сергей Горошко, Юрий Насонов, Сиу Нгуен.
Премьера двух первых серий состоялась 11 июня 2025 года в онлайн-кинотеатре Start и Okko. Заключительная серия вышла 24 июля 2025 года

## Сюжет
Счастливая пара Аня (Анна Завтур) и Миша (Павел Попов) проводят свой отпуск во Вьетнаме. Они катаются на кайтсёрфинге, ужинают в дорогих ресторанах и… готовятся к помолвке — в предпоследний день отпуска Миша собирается сделать предложение руки и сердца. Неожиданно объявляется старая компания Ани — дерзкие молодые люди, которые не скрывают того, что зарабатывают на жизнь не совсем честно и каким-то образом связаны с торговлей наркотиками. Они сообщают Ане, что бывший предводитель банды Саша Сахар (Артур Бесчастный), с которым Аня ранее состояла в интимных отношениях и которого считала погибшим, на самом деле жив. Девушка соглашается с ним встретиться, обещая жениху, что «расставит все точки» с Сахаром, навсегда порвав с прошлым. Однако ни в тот же день, ни на следующий Аня не возвращается в гостиничный номер. В полиции принять заявление о пропаже человека от Миши не торопятся, и он, купив у нелегальных торговцев на рынке оружие, отправляется на её поиски.
Параллельно развивается линия вьетнамки Тао (Донг Ань Куинь), капитана местной Народной армии, в совершенстве владеющей боевыми искусствами. Она узнаёт, что её родная сестра погибла от употребления наркотиков, и к этому причастная банда Сахара. Она решает во что бы то ни стало разыскать и наказать преступников. В какой-то момент её пути пересекаются с Мишей — у них общие цели, обоим нужно выйти на россиян, участвующих в криминальной жизни ночного курорта.

## Производство
Сериал снят совместно кинокомпаниями Lazy Sunday, Media Distribution Company, Idi Metra Enterprise и Chanh Phuong Films.
Съёмки сериала длились три месяца, они проходили в Азии, в частности, во вьетнамских городах Фанранг-Тхаптям, Нячанг и Хошимин, что позволило передать атмосферу азиатской экзотики. Съёмочная группа состояла главным образом из вьетнамских кинематографистов (если не учитывать актёров). Из России приехали, помимо самого Стаса Иванова, лишь оператор-постановщик Степан Бешкуров с командой, второй режиссёр и исполнительный продюсер. За постановку экшен-сцен в сериале отвечала команда каскадёров Team X, известная по работе над фильмами Спайка Ли, все актёры провели много времени в зале, чтобы отрепетировать каждую драку.
Первый тизер-трейлер сериала был представлен 30 апреля 2025 года, финальный трейлер вышел 19 мая.
Презентация и светская премьера сериала прошли 10 июня 2025 года в столичном кинотеатре «Художественный».
Премьера состоялась 11 июня 2025 года на платформах онлайн-кинотеатров Start и Okko.

## Актёры и персонажи

### Главные роли
| Актёр            | Роль        |
| ---------------- | ----------- |
| Павел Попов      | Миша        |
| Донг Ань Куинь   | Тао         |
| Анна Завтур      | Аня         |
| Артур Бесчастный | Сахар       |
| Фрол Фролов      | Фукс        |
| Суань Фук        | Дай         |
| Сергей Горошко   | Юрий Грибов |
| Юрий Насонов     | Кит Грибов  |
| Сиу Нгуен        | Ким         |

### Роли второго плана / эпизоды
| Актёр            | Роль    |
| ---------------- | ------- |
| Анна Попова      | Мара    |
| Васса Бокова     | Ева     |
| Григорий Перель  | Володя  |
| Дмитрий Савельев | Рогов   |
| Ион Сафта        | Гамлет  |
| Ле Хюнь          | Лам     |
| Михаил Сафронов  | Гомберг |
| Хоанг Мео        | Тай Ло  |
| Хоанг Фи         | Рики    |

## Список серий
| Серия | Дата выхода  | Краткое содержание |
| ----- | ------------ | --- |
| 1     | 11 июня 2025 | Солнечное побережье Вьетнама, море, волны и лучшая девушка в мире. Они вместе всего год, а кажется, всю жизнь. Но неожиданная стычка с какими-то стремными типами ставит под угрозу не только отпуск, но и будущее Миши и Ани. Любимая исчезает, а вылет со дня на день. Педантичный заведующий отделением кардиохирургии не теряет надежды, что она объявится. В это время Тао, капитану народной армии Вьетнама, понадобится все ее хладнокровие, чтобы принять новость о смерти младшей сестры, погибшей от передозировки клубными наркотиками. Тао уверена: пока полиция опомнится — умрет кто-то еще. Миша и Тао не догадываются, что за ответами они пойдут к одним и тем же людям. |
| 2     | 11 июня 2025 | Когда твое второе имя опасность, бояться стоит тем, кто рядом. В прошлый раз, когда у Саши Сахара были «небольшие неприятности», у Ани были очень большие хлопоты. Куда ее бывший влип на этот раз и почему она не спешит вернуться в свой номер? Адреналин — ее топливо, а «беспрецедентно стабильный» Михаил — это идеальный парень, чтобы взять ипотеку где-нибудь в центре Москвы. Но сейчас… сейчас ей нужно другое, нужен другой. Откуда Ане знать, что ее робкий Миша в эту же минуту спасает новую знакомую Тао от босса всех барыг. |
| 3     | 19 июня 2025 | Расход! Полиция срывает сделку с местными преступниками, и банда Сахара подается в бега без кеша и запасного плана. Уйти удастся не всем. Миша натыкается на компаньонов Сахара, не подозревая, что его девушка совсем рядом. Встреча не будет приятной ни для кого. Следующая остановка — Вунгтау. Слабоумие и отвага — лучший навигатор, если вы преследуете авантюристов из русской банды. |
| 4     | 26 июня 2025 | Оставаться вместе — опасно. Аня слила своего парня, а теперь сливают ее. Единственный вариант — снова бежать, на этот раз — в Сайгон. В доме все перевернуто вверх дном, Ким и Фукс пропали, и дорогу к ним покажут только китайцы. Сахар ни на кого не работает, это его правило. Но Триада умеет убеждать. Ни денег, ни дома, ни будущего — как долго банда продержится вместе? Полиция отпускает Тао и Мишу после их попытки выйти на наркоторговцев. На кого на самом деле нацелились правоохранители? |
| 5     | 3 июля 2025  | Разделяться было ошибкой. Ане грозит пожизненный срок за подброшенные наркотики, разруливать придется самой. А Сахар, вероятно, уже на дне океана: встречи с мутными типами хорошим не заканчиваются. Его новой знакомой Маре нужно сообщить ребятам неутешительную весть, которую нечем подсластить. Их ждет поистине суицидальная миссия. Миша уже готов попрощаться со Вьетнамом, но даже не догадывается, что окажется нужен сразу всем. |
| 6     | 10 июля 2025 | Жизнь за жизнь. Фукс должен избавиться от Миши, чтобы вернуть Сахара. Пятнадцать лет дружбы или последний моральный рубеж? Чудом выбравшись из подпольной порностудии, Аня ищет своих, но эта встреча ее точно удивит. Упустив русского напарника, Тао использует свой контакт в полиции, о чем совсем скоро пожалеет. Кто-то пытается связаться с группой, но риск быть схваченными копами или бандитами слишком высок. |
| 7     | 17 июля 2025 | В команде завелась крыса: кто-то слил полиции тему с «флагом», по которому участники находят друг друга. Сахар подозревает каждого, а впереди новое дело, и Мишу зовут «пошалить» и проявить себя. Аня не хочет, чтобы парень в итоге угодил в тюрьму, да и сама девушка устала все время бежать от чего-то. И она знает, кому по силам это остановить. |
| 8     | 24 июля 2025 | Сахар, Фукс, Аня и Миша направляются в Камбоджу. Последний рывок — и они на свободе. Это яркое и крутое «сейчас» неумолимо коротко, и авантюристам не стоит об этом забывать. Юра предпочел остаться в Сайгоне, чтобы разыскать раненого брата или найти очередные неприятности. Очень скоро банда воссоединится вновь, но уже никогда — в полном составе. Напарник Тао наконец близок к завершению масштабной операции по поимке наркоторговцев, в которой не обошлось без Сахара. |

## О сериале
Станислав Иванов, режиссёр, сценарист, продюсер:
«Высокий сезон» — многосерийный фильм-приключение, созданный по мотивам воспоминаний и впечатлений от моих путешествий по Азии. Над созданием сериала работала международная группа, по большей части состоявшая из вьетнамских кинематографистов, этот принцип был заложен в ДНК проекта продюсерами. Как режиссёру мне был очень интересен опыт работы с людьми другой культуры и понимания профессии.
Ирина Сосновая, продюсер:
Наш проект отвечает главному сейчас международному тренду — невероятной популярности азиатских сериалов по всему миру. Проект этот амбициозный, потому что снимался для международного рынка большой международной командой, людьми, которые работали с голливудскими проектами. Нам кажется, что это очень бодрый проект, и он поднимет настроение на всю жизнь. Сложился он таким, потому что у него есть автор и создатель Стас Иванов, которому мы просто поверили и доверили воплотить вьетнамскую мечту.
Павел Попов, актёр:
Во Вьетнаме жара невозможная, мы снимали сцену и между дублями заходили туда, где есть кондиционер. Самое экстремально, что случилось со мной — меня до крови укусила обезьяна, пришлось делать несколько прививок. Также за два дня до начала съёмок я упал с мопеда, с собой ничего не было кроме зелёнки. В итоге пришлось сниматься к ней весь проект, даже когда у меня уже зажили раны, это было важно для съёмок стыковых сцен… Пришлось подучить английский, я был не силён в языке. У нас был коуч по английскому, в целом всё было хорошо. Вьетнамские актёры играют по-другому, они очень яркие, у них в каком-то смысле театральное существование. Наша киношная школа идёт через себя, от внутреннего к внешнему, а у них наоборот. Они очень эмоционально бьют по столу, много жестикулируют, в этом смысле у них можно поучиться свободе.

Юрий Насонов, актёр:

Сочетать работу, курортный вайб и сохранять концентрацию во время съёмок было непросто. Я впервые был во Вьетнаме, но страна приняла нас и мы открылись ей в ответ. Там невероятная природа, добрейшие люди и вечное лето, и всё, что там случилось, я никогда не забуду. Ещё настоящим открытием стал кайтсерфинг: я с азартом научился кататься всего за десять дней. Опасность на съёмках представляли только дикая жара и байки. С последними было сложнее всего: надо было научиться контролировать скорость и собственную безбашенность, чтобы не быть сбитым в этом потоке и не улететь с горы.

Сиу Нгуен, актриса:

Честно говоря, я бы поехала куда угодно, лишь бы принять участие в «Высоком сезоне». Мне повезло оказаться в нужном месте и в нужное время, и я безмерно благодарна за возможность сыграть Ким и заодно стать связующим звеном между вьетнамскими и российскими членами съёмочной группы. Я владею двумя языками и могла близко общаться и с теми, и с другими, даже получилось завести настоящих друзей с обеих сторон. Ощущение, что оба моих языка и обе культуры, в которых я росла, наконец-то востребованы, было невероятно ценным.

Сергей Горошко, актёр:
Все съёмки были и сложными, и запоминающимися, трудно выделить что-то одно. Кайтингу мы с нуля учились, было много экстремальных трюков, какие-то я даже делал сам, съёмки в экстремальной жаре. Это когда на градуснике пятьдесят, в новостях говорят, что ощущается как шестьдесят, а мы при этом снимаем сцену в голом поле. Или в пустыне. Ещё и костюм у меня был совсем не по погоде — зимний такой: спортивные черные штаны, мартинсы, рубашка, майка, бомбер фиолетовый шёлковый, в нём — нереально жарко. Но этот наряд я придумал себе сам, поэтому я, собственно, за это и отвечал. Ну, и, конечно, наш УАЗик — старенький, советский, выкрашенный в розовый цвет, без крыши, с Hello Kitty на двери. Я считаю, что это самая крутая фишка моего персонажа в сериале, он ему очень подходит!

## Критика
Зрители и кинокритики преимущественно положительно отзываются о сериале.
По мнению кинокритика Никиты Демченко, сериалу не хватает витальности, присущей предыдущим проектам Станислава Иванова. Слабым местом проекта критик считает отсутствие цепляющей истории. С другой стороны, «Высокий сезон» с его видами Южно-Китайского моря вполне способен «освежить досуг», полагает автор.
Константин Мышкин (Film.ru) пишет: «Пока отечественное производство занято в столице или черпает сюжеты из жизни в российской провинции, „Высокий сезон“ берёт своим азартом. Дананг, Нячанг, Вунгтау — локации меняются с головокружительной скоростью, а лихорадочный темп задаёт монтаж и ручная съёмка: какие-то сцены, вроде многочисленных погонь на байках, заслуживают отдельного внимания… „Высокий сезон“ слегка напоминает гонконгские боевики — он такой же безбашенный и драйвовый, при этом не шибко разборчивый в драматургии. Какие-то промашки в построении характеров и отношениях героев компенсирует фактура — вечное лето в тропической стране с плавучими домами в бухтах, рынками и красочными мегаполисами…»
Павел Воронков («Газета.ru»): «В своём предыдущем сериале „ЮЗЗЗ“ постановщик Иванов изучал криминогенную обстановку Ростова-на-Дону, а теперь с тем же вопросом перебирается поближе к экватору; возможно, через пару-тройку лет режиссёр достигнет Южного полушария. На выходе получается смесь сериалов „Амура“ (где Алёна Михайлова при поддержке Юрия Колокольникова искала сестру-близняшку в Японии) и „Красная Поляна“, ещё одного отечественного парафраза „На гребне волны“, только с сугробами вместо волн, а также со взятыми на мушку фильмами Содерберга про друзей Оушена — вместо азиатских боевиков».
Сергей Ефимов («Комсомольская правда»): «Остросюжетная обложка с погонями и махачем не скрывает под собой ничего. Никакого невербализированного и невизуализированного дыхания истории, что было, между прочим, в „ЮЗЗЗ“. Ни одного яркого и неожиданного образа… Нет, Бесчастный на кайтсерфе — это, конечно, очень неожиданно, но, по правде сказать, в первую очередь комично. Вся шайка русских аферистов и наркобарыг там такая же. Детский утренник на „Мосфильме“».
Анна Адамайтес («Киноафиша»): «„Высокий сезон“ не претендует на глубину, но уверенно держится за счёт ритма, антуража и харизматичных героев. Фильм выстроен в духе „Амуры“ и „Василия“: чуть наивный, но с драйвом. И если вам хотелось чего-то яркого, летнего и с лёгкой криминальной пенкой — этот сериал придётся в самый раз».
Тимур Алиев («Канобу»): «Вьетнам здесь — не место, а текстура. Густая, с повышенной влажность, будто сейчас прилипнет к экрану. Иногда это мешает дышать, в том числе и персонажам: пространства тесные, насыщенные. Камера местами отстранённая, а иногда подглядывает. Создаётся интересный эффект — одновременно отстранённости и соучастия… Тот случай, когда фактура из туристической открытки растворяется в вайбах криминальных разборок „по-русски“ на азиатском фронтире…».